# Kloster Sion (Mauchenheim)
Das Kloster Sion war ein Zisterzienserinnenkloster bei Mauchenheim in der Nähe von Alzey in Rheinhessen. Der Name bezieht sich auf Zion, das himmlische Jerusalem.

## Geschichte
Die Klostergründung erfolgte vermutlich im frühen bis mittleren 13. Jahrhundert. Die Stifter des Klosters waren die Truchsesse von Alzey. Die erste urkundliche Erwähnung erfolgte 1247. Das Kloster war in das Kloster Disibodenberg inkorporiert, dass die Aufsicht über es führte. Die Visitationen erfolgten jedoch ab 1265 durch das Kloster Eberbach, zu dessen Filiation Disibodenberg gehörte.
Das Kloster wurde von der Familie der Herren von Löwenstein gefördert. Diese übertrugen im 1248 den Zehnten und das Patronat der Pfarrkirche von Spiesheim. Ab 1296 ist das Kloster die Grablege der Familie.
Zahlreiche Angehörige den Konvents stammten aus den regionalen adligen Familien, die große Zuwendungen an das Kloster vornahmen.
Das Kloster wurde 1566 von Kurfürst Friedrich III. von der Pfalz im Zuge der Reformation aufgehoben und in ein herrschaftliches Hofgut umgewandelt. Zu diesem Zeitpunkt war die Größe des Konvents, wie in vielen anderen Klöstern, bereits deutlich zurückgegangen.
Sion war nicht das einzige Zisterzienserinnenkloster in der Umgebung von Mauchenheim. Noch älter war das Kloster Paradies, welches vermutlich direkt im Ort gelegen war.

## Bauten und Anlage
Von dem Kloster hat sich nichts erhalten. An das Kloster erinnert inzwischen eine rekonstruierte Klostermauer, in die eine Kneippanlage integriert ist. Die Restaurierung der Klostermauer wurde ehrenamtlich geleistet und aus Mitteln des zum 750-jährigen Klosterjubiläums veranstalteten mittelalterlichen Marktes in Mauchenheim 1997 finanziert.